# Schronisko Tymoteusza
Schronisko Tymoteusza – schronisko w rezerwacie przyrody Diable Skały. Rezerwat znajduje się w szczytowych partiach wzniesienia Bukowiec (530 m), we wsi Bukowiec, w województwie małopolskim, w powiecie nowosądeckim, w gminie Korzenna. Pod względem geograficznym jest to obszar Pogórza Rożnowskiego, będący częścią Pogórza Środkowobeskidzkiego.
Schronisko znajduje się w skale w zachodniej części rezerwatu, przy ścieżce edukacyjnej prowadzącej przez ten rezerwat. Jego otwór znajduje się na północnej stronie ściany za wielkim głazem leżącym u jej podstawy. Ma postać sporej nyży pod okapem u podstawy skały. Okap ma szerokość 2 m i wysokość około 0,7 m, otwór nyży ma szerokość 4 m i wysokość około 0,7 m.
Schronisko utworzyła się wskutek wietrzenia w  piaskowcu ciężkowickim serii śląskiej. Ma dno skalisto-piaszczyste. Jest w całości widne i poddane wpływom atmosferycznym. Roślin i zwierząt nie obserwowano.
Schronisko zapewne znane było od dawna, ale w literaturze nie wzmiankowane. Pomierzył go T. Mleczek 13 maja 1998 r. On też wykonał jego plan i opis.

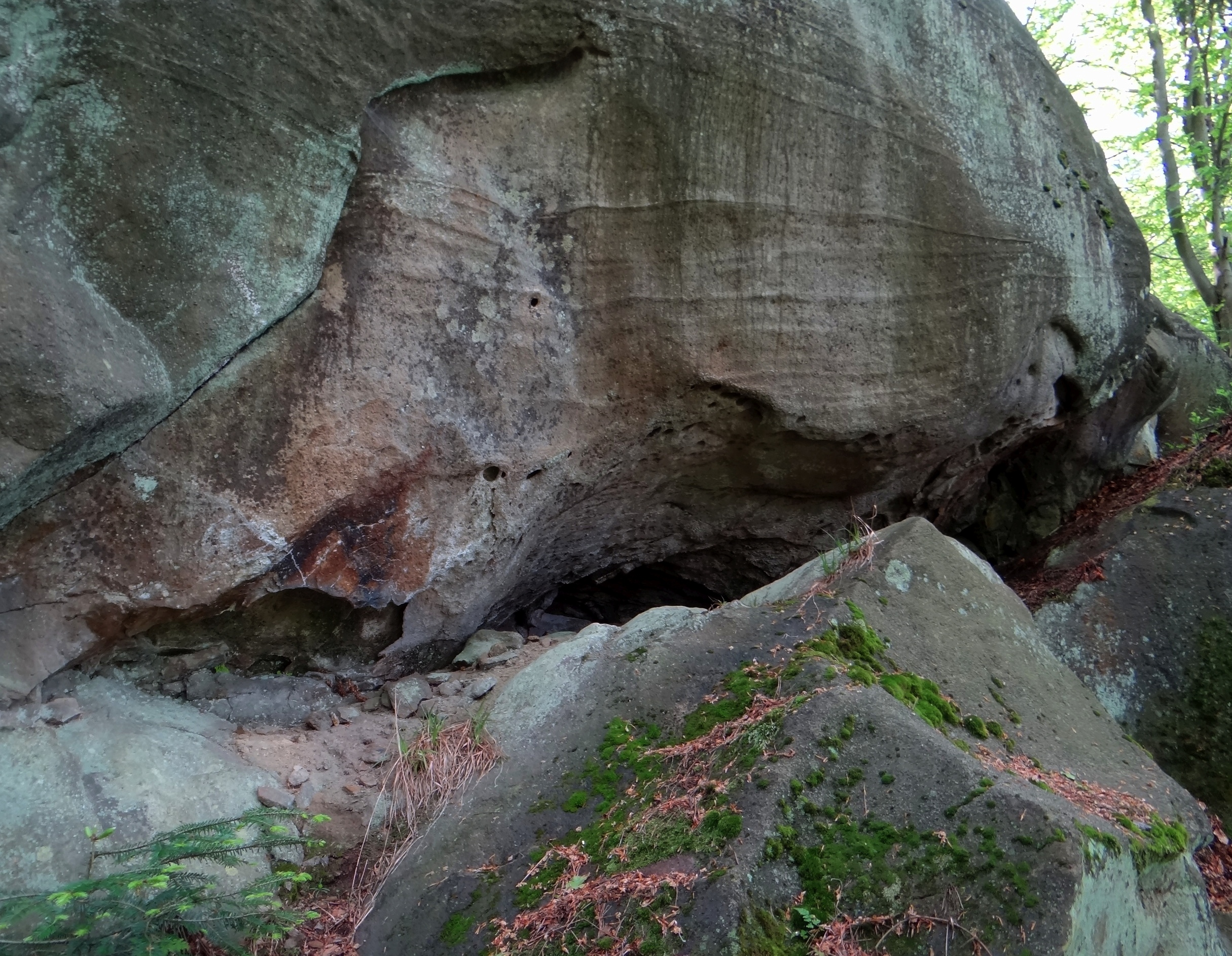
Otwór schroniska